# バイオグラフ (アルバム)
『バイオグラフ』（Biograph）は、1985年にリリースされたボブ・ディランのコンピレーション・アルバム。1962年のデビュー・アルバムから1981年の『ショット・オブ・ラブ』までのキャリアの中から53曲を収録している。ビルボード200でチャート最高33位を記録、1992年7月8日RIAAよりプラチナ・ディスクに認定され、ボックス・セットというパッケージ初期の良い成功例ともなった。
レアリティーズ、ヒット・シングル、ファンが選ぶアルバム・トラックが、時系列には沿わず1960年代・1970年代・1980年代をミックスし並べられた曲順になっている。53曲のうち22曲がそれまでの他アルバムに未収録の曲（またはバージョン違い）である。
セットにはキャメロン・クロウによるライナー・ノーツ、ディランの各曲に対するインタビュー・コメント、レア・フォトを含む42ページのブックレットが付属する。
「レイ・ダウン・ユア・ウィアリー・チューン」は、後にディランのドキュメンタリー映画『ノー・ディレクション・ホーム』（2005年、監督: マーティン・スコセッシ）のエンド・クレジットが流れる場面にも使用された。
再発版は、数曲が入れ替えられている。

## 収録曲
特記なき楽曲はボブ・ディラン作詞・作曲
初回CD

### Disc 1
1. レイ・レディ・レイ - Lay, Lady, Lay – 3:18
『ナッシュヴィル・スカイライン』（1969年）
2. 連れてってよ - Baby, Let Me Follow You Down – 2:34
  - 作詞・作曲: G. Davis/R. von Schmidt/D. Van Ronk

『ボブ・ディラン』（1962年）
3. イフ・ナット・フォア・ユー - If Not for You – 2:42
『新しい夜明け』（1970年）
4. アイル・ビー・ユア・ベイビー・トゥナイト - I'll Be Your Baby Tonight – 2:38
『ジョン・ウェズリー・ハーディング』（1967年）
5. アイル・キープ・イット・ウィズ・マイン - I'll Keep It with Mine – 3:45
未発表、1965年録音
6. 時代は変る - The Times They Are a-Changin' – 3:13 
『時代は変る』（1964年）
7. 風に吹かれて - Blowin' in the Wind – 2:47
『フリーホイーリン・ボブ・ディラン』（1963年）
8. 戦争の親玉 - Masters of War – 4:32
『フリーホイーリン・ボブ・ディラン』（1963年）
9. ハッティ・キャロルの寂しい死 - The Lonesome Death of Hattie Carroll – 5:46
『時代は変る』（1964年）
10. パーシーズ・ソング - Percy's Song – 7:42
未発表、1963年録音
11. ゴチャマゼの混乱 - Mixed-Up Confusion – 2:28
未発表、1962年録音
12. トゥームストーン・ブルース - Tombstone Blues – 5:57
『追憶のハイウェイ61』（1965年）
13. グルームズ・スティル・ウェイティング・アット・ジ・オルター - The Groom's Still Waiting at the Altar – 4:04
シングル "Heart of Mine" （1981年）B面、現行『ショット・オブ・ラブ』（1981年）
14. 我が道を行く - Most Likely You Go Your Way (And I'll Go Mine) – 3:29
『偉大なる復活』（1974年）
15. ライク・ア・ローリング・ストーン - Like a Rolling Stone – 6:09 
『追憶のハイウェイ61』（1965年）
16. レイ・ダウン・ユア・ウィアリー・チューン - Lay Down Your Weary Tune – 4:36
未発表、1963年録音
17. サブタレニアン・ホームシック・ブルース - Subterranean Homesick Blues – 2:20
『ブリンギング・イット・オール・バック・ホーム』（1965年）
18. アイ・ドントビリーヴ・ユー - I Don't Believe You (She Acts Like We Never Have Met) – 5:18
未発表ライブ、1966年録音

### Disc 2
1. ジョアンナのヴィジョン - Visions of Johanna – 7:33
未発表ライブ、1966年録音
2. エヴリィ・グレイン・オブ・サンド - Every Grain of Sand – 6:15 
『ショット・オブ・ラブ』（1981年）
3. マイティ・クイン - Quinn the Eskimo (The Mighty Quinn) – 2:20
未発表バージョン、1967年録音
4. ミスター・タンブリン・マン - Mr. Tambourine Man – 5:29
『ブリンギング・イット・オール・バック・ホーム』（1965年）
5. 拝啓地主様 - Dear Landlord – 3:16
『ジョン・ウェズリー・ハーディング』（1967年）
6. 悲しきベイブ - It Ain't Me, Babe – 3:34
『アナザー・サイド・オブ・ボブ・ディラン』（1964年）
7. 天使のような君 - You Angel You – 2:54
『プラネット・ウェイヴズ』（1974年）
8. 100万ドルさわぎ - Million Dollar Bash – 2:33
『地下室（ザ・ベースメント・テープス）』（1975年）
9. ラモーナに - To Ramona – 3:54
『アナザー・サイド・オブ・ボブ・ディラン』（1964年）
10. きみは大きな存在 - You're a Big Girl Now – 4:23
オリジナル「ニュー・ヨーク」バージョン、1974年録音
11. アバンダンド・ラヴ - Abandoned Love – 4:29
未発表アウトテイク、1975年録音
12. ブルーにこんがらがって - Tangled Up in Blue – 5:45
『血の轍』（1975年）
13. イッツ・オール・オーバー・ナウ、ベイビー・ブルー - It's All Over Now, Baby Blue – 5:40
未発表ライブ、1966年録音
14. 窓からはい出せ - Can You Please Crawl Out Your Window? – 3:34
シングル、1965年
15. 寂しき4番街 - Positively 4th Street – 3:54
シングル、1965年
16. イシス - Isis – 5:21
  - 作詞・作曲: ディラン、ジャック・レヴィ

未発表ライブ、1975年録音
17. ジェット・パイロット - Jet Pilot – 0:49
未発表、1965年録音

### Disc 3
1. カリビアン・ウィンド - Caribbean Wind – 5:54
未発表アウトテイク、1981年録音
2. アップ・トゥ・ミー - Up to Me – 6:18
未発表アウトテイク、1974年録音
3. ベイビー、アイム・イン・ザ・ムード・フォー・ユー - Baby, I'm in the Mood for You – 2:56
未発表、1962年録音
4. アイ・ウォナ・ビー・ユア・ラヴァー - I Wanna Be Your Lover – 3:27
未発表、1965年録音
5. アイ・ウォント・ユー - I Want You – 3:07
『ブロンド・オン・ブロンド』（1966年）
6. わたしの心 - Heart of Mine – 3:43
未発表ライブ、1981年録音
7. こんな夜に - On a Night Like This – 2:58
『プラネット・ウェイヴズ』（1974年）
8. 女の如く - Just Like a Woman – 4:55
『ブロンド・オン・ブロンド』（1966年）
9. ドゥランゴのロマンス - Romance in Durango – 4:39
  - 作詞・作曲: ディラン、ジャック・レヴィ

未発表ライブ、1975年録音
10. セニョール（ヤンキー・パワーの話） - Señor (Tales of Yankee Power) – 5:41
『ストリート・リーガル』（1978年）
11. ガッタ・サーヴ・サムバディ - Gotta Serve Somebody – 5:25
『スロー・トレイン・カミング』（1979年）
12. アイ・ビリーヴ・イン・ユー - I Believe in You – 5:10
『スロー・トレイン・カミング』（1979年）
13. 時はのどかに流れゆく - Time Passes Slowly – 2:36
『新しい夜明け』（1970年）
14. アイ・シャル・ビー・リリースト - I Shall Be Released – 3:04
『グレーテスト・ヒット第2集』（1971年）
15. 天国への扉 - Knockin' on Heaven's Door – 2:30
『ビリー・ザ・キッド』（1973年）
16. 見張塔からずっと - All Along the Watchtower – 3:04
『偉大なる復活』（1974年）
17. ソリッド・ロック - Solid Rock – 3:58
『セイヴド』（1980年）
18. いつまでも若く - Forever Young – 2:02
未発表デモ、1973年録音

再発
1997年にこのアルバムはリイシューされ、その時点で「ゴチャマゼの混乱」は Alternate Version/Stereo Mix から Single Version へ、「アイ・ドントビリーヴ・ユー」はベルファスト・ライブ録音のものからマンチェスター・ライブ録音のものへと変更された。1966年マンチェスター・ライブ録音の3曲は後にリマスターされた音源が『ロイヤル・アルバート・ホール（ブートレッグ・シリーズ第4集）』（1998年）として公式発表された。

## リリース
| 国       | 日付          | レーベル    | フォーマット | カタログ番号                  | 付記                                             |
| -------- | ------------- | ----------- | ------------ | ----------------------------- | ------------------------------------------------ |
| アメリカ | 1985年11月7日 | コロムビア  | 5LP          | C5X 38830                     | 初回                                             |
| アメリカ | 1985年11月7日 | コロムビア  | 3カセット    | CXT 38830                     | 初回                                             |
| アメリカ | 1986年1月     | コロムビア  | 3CD          | C3K 38830                     | 初回、LPサイズ・ボックス                         |
| 日本     | 1986年3月5日  | CBS・ソニー | 5LP          | 00AP-3136･3137･3138･3139･3140 | 初回                                             |
| 日本     | 1986年3月5日  | CBS・ソニー | 3CD          | 00DP-401･402･403              | 初回                                             |
| アメリカ | 1997年8月     | コロムビア  | 3CD          | C3K 65298                     | 再発、デジタル・リマスター、クレジット表記ミス   |
| アメリカ | 1997年10月    | コロムビア  | 3CD          | C3K 65298                     | 再発、デジタル・リマスター、クレジット表記修正版 |
| 日本     | 2006年9月20日 | ソニー      | 3CD          | MHCP-1151･1152･1153           | 再発、1997年デジタル・リマスター、完全生産限定盤 |